# Den tjuvaktiga skatan

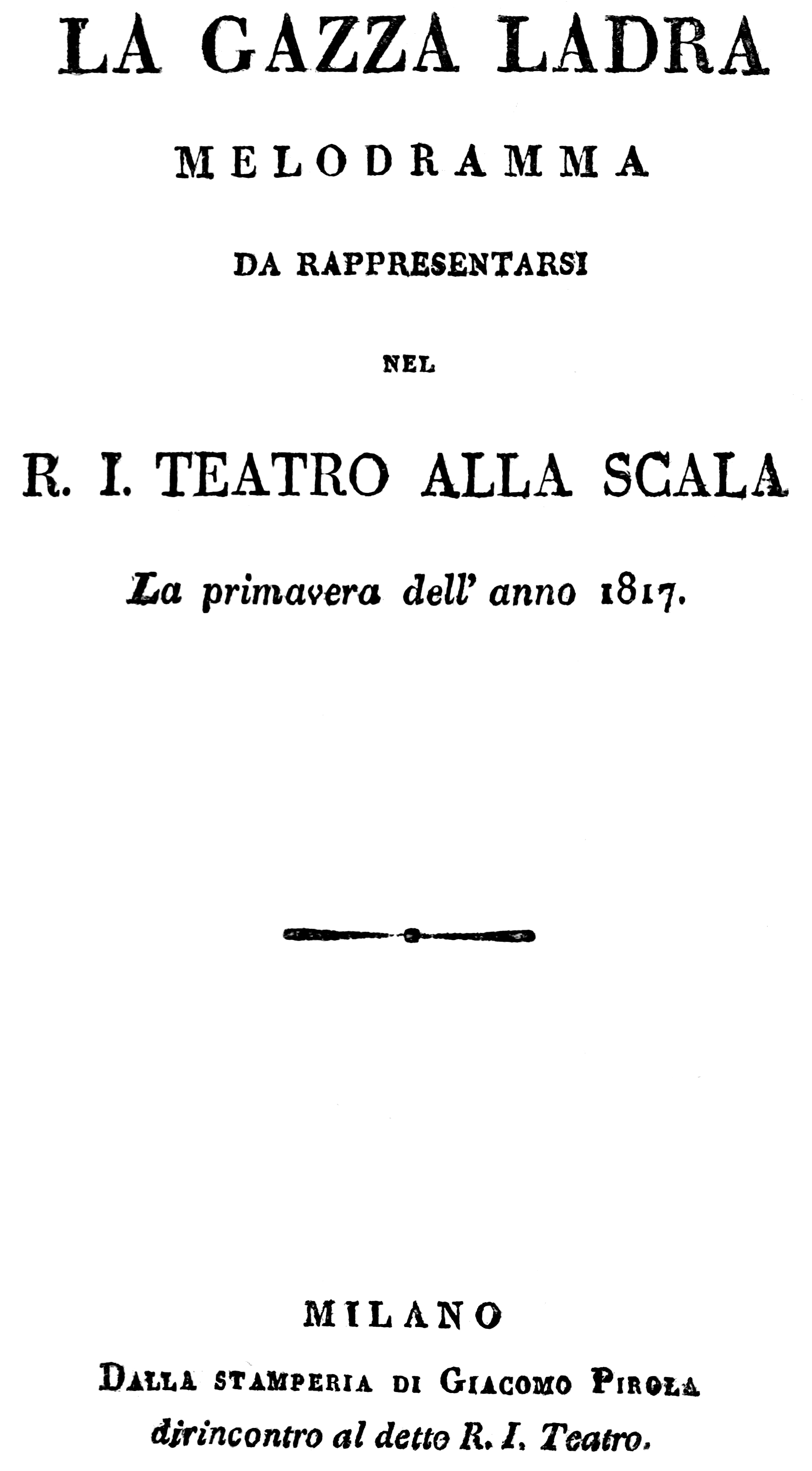
Librettots titelsida, Milano 1817.

La gazza ladra (Den tjuvaktiga skatan) är en opera semiseria i två akter med musik av Gioacchino Rossini, med libretto av Giovanni Gherardini, som bygger på melodramen La pie voleuse (1815) av Louis-Charles Caigniez och Théodore Baudouin d'Aubigny.

## Historia
Från andra halvan av 1817 till 1822 arbetade Rossini nästan uteslutande för operahus i Neapel där han komponerade olika typer av opera seria. Vintern och våren 1816/1817 skulle visa sig bli tonsättarens mest intensiva skaparperiod med verk som Otello och La Cenerentola. När han återkom till Milano efter flera års bortavaro hade staden sett flera operor av tyska och österrikiska kompositörer uppförda (Mozart, Joseph Weigl och Peter von Winter). Rossini var medveten om bristen på entusiasm för hans operor på La Scala efter sina två senaste fiaskon där.
Giovanni Gherardinis libretto var en bearbetning av melodramen La pie voleuse, ou la Servante de Palaiseau som den framgångsrike franske teaterskriftställaren Louis-Charles Caigniez hade skrivit tillsammans med sin kollega Jean-Marie-Théodore Baudoin d'Aubigny. Gherardini hade vunnit en pristävlan med sitt libretto och hade redan erbjudit det till tonsättaren Ferdinando Paër men han använde det aldrig. Handlingen bygger på en sann historia: en fransk tjänarinna anklagades för stöld, dömdes och avrättades. När byborna senare upptäckte att tjuven var en skata inrättade de en årlig mässa till hennes minne.
Till skillnad från sina tidigare operor består Den tjuvaktiga skatan till största delen av originalmusik. Den har drag av så kallad revolutionär räddningsopera (det främsta exemplet på en sådan operagenre är Beethovens Fidelio). Till skillnad från den franska förlagan har dock operan ett lyckligt slut. 
Operan hade urpremiär på La Scala i Milano den 31 maj 1817 och blev en stor succé med 27 föreställningar. Den skulle finnas på repertoaren fram till 1850-talet men då hade partituret genomgått otaliga ändringar och strykningar, delvis av Rossini själv. I München framfördes operan första gången den 20 november 1817. I Rossinis hemstad Pesaro hade den premiär den 10 juni 1818 med en kompletterande cavatina för Fernando, "Dunque invano i perigli e la morte". I Wien gavs operan för första gången på tyska den 3 maj 1819 och i Sankt Petersburg på ryska den 7 februari 1821. I Storbritannien framfördes den på italienska den 10 mars 1821 i London och den 4 februari 1830 på Covent Garden med den  engelska titeln "Ninetta, or the Maid of Palaiseau". I Paris gavs den på italienska den 18 september 1821 på Théâtre italien och på franska den 2 augusti 1824 på Théâtre de l'Odéon. Den 22 februari 1825 framfördes operan på polska i Warszawa. I USA spelades La gazza ladra 1827 i Philadelphia och den 28 augusti i New York. Därefter glömdes operan bort för att först 1937 framföras i Breslau. 1966 gjordes ett första rekonstrueringsförsök av originaluppsättningen i London. 
Den svenska premiären ägde rum på det Gustavianska operahuset i Stockholm den 14 juni 1843 med titeln: Skatan eller Stölden i byn Palaiseau och spelades sex gånger.

## Personer
- Ninetta, Fabrizios tjänarinna (sopran)
- Fabrizio Vingradito, en rik bonde (bas)
- Lucia, hans hustru (mezzosopran)
- Giannetto, hans son, en soldat (tenor)
- Fernando Villabella, Ninettas fader (basbaryton)
- Gottardo the Podestà, byns borgmästare (bas)
- Pippo, en ung bonde (kontraalt)
- Giorgio, borgmästarens tjänare (bas)
- Isacco (tenor)
- Antonio, fångvaktare (tenor)
- Ernesto, en soldat (bas)

## Handling
Akt I

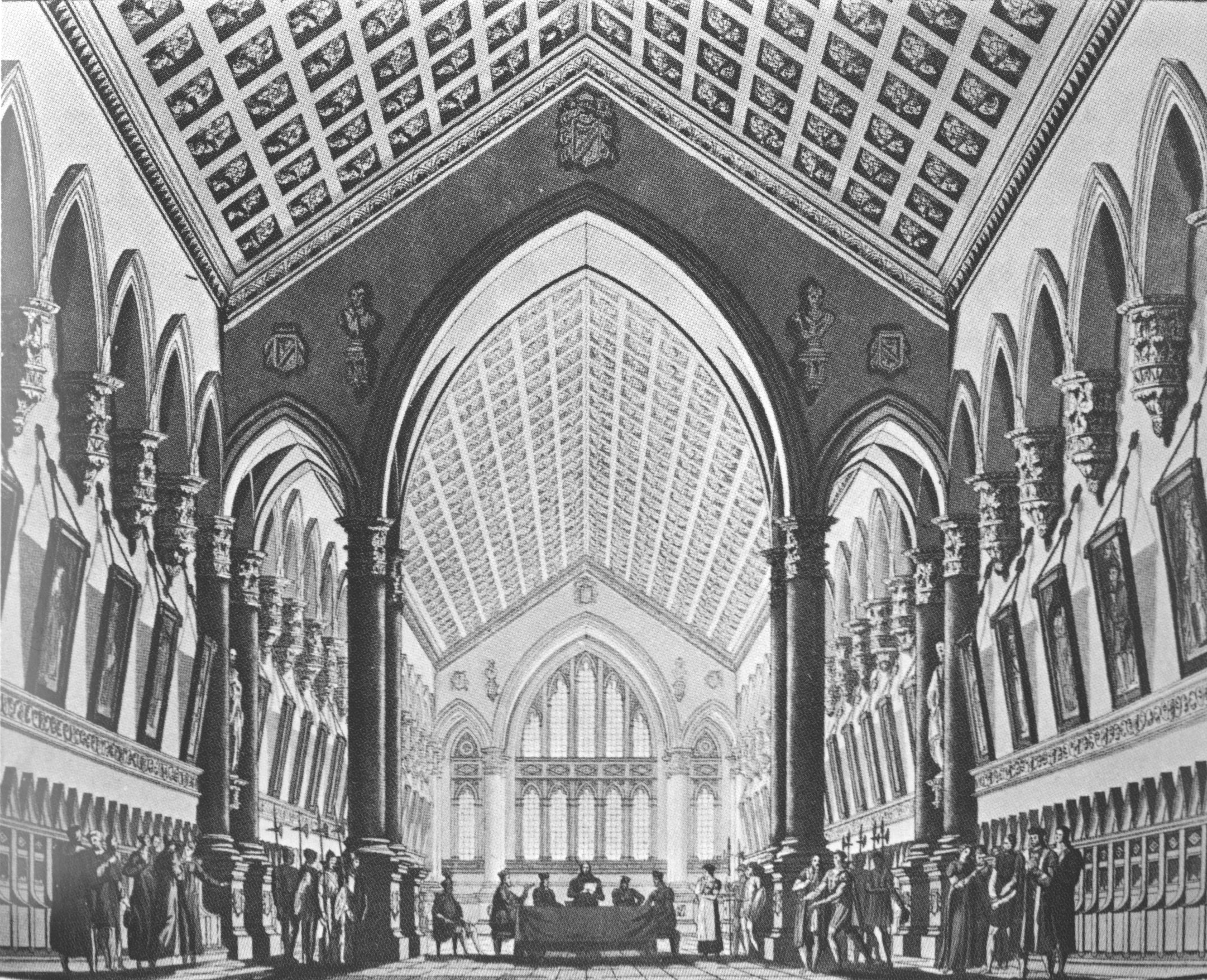
Alessandro Sanquiricos dekor till akt II, La Scala 1817.

Ninetta är tjänsteflicka hos den rike bonden Fabrizio och hans hustru Lucia. Hon är hemligt förälskad i sonen i huset, Giannetto, som väntas hem från kriget, och även om Fabrizio inte har något emot förbindelsen tycker inte Lucia att den är lämplig.
Ninettas fader Fernando söker upp sin dotter. Han har deserterat från armén och vill förmå henne att sälja den sista silversked han har kvar och lägga pengarna på ett överenskommet ställe så att han kan hämta den där. Borgmästaren avbryter deras samtal och Fernando gömmer sig medan borgmästaren kurtiserar Ninetta. Hon avvisar honom mycket bestämt. Borgmästaren ber Ninetta uttyda ett dokument han har fått, men då hon märker att det är en efterlysning som gäller Fernando ändrar hon beskrivningen så att den inte stämmer på honom och han kan slippa undan. Ninetta säljer silverskeden till gårdfarihandlaren Isacco, och när hon kommer in i huset har Fabrizio varit och mött sin son. Nu skall det unga paret förenas.
Lucia börjar räkna sitt bordssilver och upptäcker att en sked saknas. Hon beskyller Ninetta för att ha stulit den. Borgmästaren frågar ut henne, och när han får veta att hennes far heter Fernando Villabella förstår han att hon har fört honom bakom ljuset för att rädda Fernandos liv. Dessutom tappar hon pengarna hon har fått för silverskeden. Alla börjar tro att hon är skyldig och hon förs bort.
Akt II
Ninetta döms till döden, och när varken Giannetto eller Fabrizio kan förmå henne att bevisa sin oskuld stadfästs domen. Hennes far ingriper och fordrar att hans oskyldiga dotter skall frikännas, men i stället grips han själv som desertör och Ninetta förs till avrättningsplatsen.
Lucia är olycklig över den vändning saken har tagit, men då unge Pippo sitter och räknar sina pengar kommer en skata flygande och stjäl ett mynt, och Pippo tar upp förföljelsen. Just när Ninetta skall stiga upp på schavotten kommer Pippo rusande och berättar att skatan är den riktiga tjuven. Inte bara hans mynt utan även den saknade silverskeden har påträffats, så Ninetta kan friges och förenas med sin älskade Giannetto medan hennes far benådas tack vare ett kungligt dekret. Allt slutar lyckligt.

## Musiken
Orkestern består av:
- Träblås: två flöjter (två piccolaflöjter), två oboer, två klarinetter, två fagotter
- Bleckblås: fyra valthorn, två trumpeter, tre tromboner
- Slagverk: pukor, bastrumma, triangel, cymbaler, två virveltrummor, klockspel
- Stråkar
- Basso continuo

Operan innehåller följande musiknummer:
- Sinfonia (Ouvertyr). Första halvan år ganska pompös, medan den andra halvan är lugnare och mer melodisk.

Akt I
- Nr. 1. Introduktion: "Oh, che giorno fortunato!" (Scen 1)
- Nr. 2. Cavatina (Ninetta): "Di piacer mi balza il cor" (Scen 2)
- Nr. 3. Cavatina (Isacco): "Stringhe e ferri da calzette" (Scen 3)
- Nr. 4. Kör (med Ninetta): "Ma qual suono! / Viva! Viva!" (Scen 4) 
  - Cavatina (Giannetto): "Vieni fra queste braccia" (Scen 5)
- Nr. 5. Brindisi (Pippo, kör): "Tocchiamo, beviamo" (Scen 5)
- Nr. 6. Recitativ: "Ieri, sul tramontar del sole" (Scen 6) 
  - Duett (Ninetta, Fernando): "Come frenar il pianto" (Scen 6)
- Nr. 7. Cavatina (Podestà): "Il mio piano è preparato" (Scen 7)
- Nr. 8. Scen: "M'affretto di mandarvi i contrassegni" (Scen 9) 
  - Terzett (Ninetta, Fernando, Podestà): "Oh nume benefico" (Scen 9)
- Nr. 9. Final I: "In casa di Messere" (Scen 14) 
  - Tutti: "Mi sento opprimere" (Scen 15)

Akt II
- Nr. 10. Duett (Ninetta, Giannetto): "Forse un dì conoscerete" (Scen 3)
- Nr. 11. Aria (Podestà): "Sì per voi, pupille amate" (Scen 5)
- Nr. 12. Recitativ: "Deh, pensa che domani" (Scen 6) 
  - Duett (Ninetta, Pippo): "E ben, per mia memoria" (Scen 6)
- Nr. 13. Scen (Lucia): "Infelice Ninetta!" (Scen 7) 
  - Aria (Fernando): "Accusata di furto" (Scen 8)
- Nr. 14. Recitativ: "A pieno voti è condannata" (Scen 9) 
  - Kör: "Tremate, o popoli" (Scen 9)
  - Kvintett: "Ahi, qual colpo!" (Scen 10)
- Nr. 15. Aria (Lucia): "A questo seno" (Scene 12)
- Nr. 16. Final II: "Infelice, sventurata" (Scen 15)

Ninettas/Fernandos duett "Come frenar il pianto" (Akt I, scen 6) låter förana Verdis senare Fader-Dotter-duetter. Ninettas/Pippos duett "E ben, per mia memoria" (Akt II, scen 6) innehåller ett andantino med musik från ouvertyren.

### Ouvertyren
Operans mest bekanta musikstycke är utan tvekan den sprittande ouvertyren med den inledande trumvirveln och det så för Rossini så välbekanta crescendot. Hur tillkomsten av ouvertyren gick till skildrade Rossini själv:
Ouvertyren till "Den tjuvaktiga skatan" skrev jag på själva premiärdagen under taket till La Scala, där operachefen hade låst in mig. Jag bevakades av fyra scentekniker. Deras order var att så fort jag hade skrivit klart ett notpapper skulle de kasta ut det genom fönstret ner till kopisterna för renskrivning och duplicering. Om jag inte skrev tillräckligt fort hade de order att kasta ut mig genom fönstret!
Regissören Stanley Kubrick använde sig av ouvertyren i sin film A Clockwork Orange.

## Inspelningar (urval)
- La gazza ladra. Feller, Condo, Kübler, Cotrubas. Kölns operakör. Gürzenich orkester, Köln. Bartoletti, dirigent. Arthaus DVD 102 203.